# Ан Гын Бон
Ан Гын Бон, в тексте Указа ошибочно — Ан Гым Бон (6 января 1921 год, деревня Хангодюдя (Буранг), Ольгинский уезд, Приморская область, Дальневосточная республика — весна 2000 года) — звеньевой колхоза имени Димитрова Нижне-Чирчикского района Ташкентской области, Узбекская ССР. Герой Социалистического Труда (1953).

## Биография
Родился в 1921 году в крестьянской семье в корейской деревне Хангодюдя (по другим сведения — в деревне Буранг) Приморской области.
Окончил пять классов начальной школы. В 1937 году вместе с родителями депортирован в Ташкентскую область. Трудовую деятельность начал в 1938 году рядовым колхозником в колхозе «Авангард» Нижне-Чирчикского района. С 1950 по 1982 года трудился рядовым колхозником, звеньевым в колхозе имени Димитрова Нижне-Чирчикского района.
В 1951 году звено Ан Гын Бона собрало в среднем по 113,8 зеленцового стебля джута с каждого гектара на участке площадью 5,2 гектара. Указом Президиума Верховного Совета СССР от 21 декабря 1953 года удостоен звания Героя Социалистического Труда с вручением ордена Ленина и золотой медали «Серп и Молот».
В колхозе имени Димитрова также трудились ещё 24 корейца, награждённых в 1950—1953 годах званием Героя Социалистического Труда.
Неоднократно участвовал во Всесоюзной выставке ВДНХ.
Скончался весной 2000 года. Похоронен на кладбище бывшего колхоза имени Димитрова (в настоящее время — хозяйство «Беруни») Куйичирчикского района.
Награды
- Герой Социалистического Труда
- Орден Ленина
- Медаль «За трудовое отличие»
- Золотая, Серебряная и бронзовая медали ВДНХ (1955, 1956, 1957).